# 奥田眞啓
奥田 眞啓（おくだ まさひろ、1912年12月26日 – 1949年4月8日）は日本の歴史学者。専門は日本中世史。

## 略歴
東京生まれ。関東大震災罹災のため一時、鹿児島県に転居。1933年3月、府立高等学校 (旧制)を卒業。同年4月に東京帝国大学文学部国史学科入学、同期に井上清、磯貝正義、新城常三らがいる。卒業論文「鎌倉時代の武士と神社−特に其民族的信仰形態に就て」をまとめて、1936年に卒業。
その後、東京帝国大学史料編纂所勤務。
日本中世における氏寺について、先駆的な研究を行った。

## 著作
- 奥田眞啓『武士団と神道』白揚社〈日本歴史文庫〉、1939年。doi:10.11501/1687154。
- 奥田眞啓『武士団と信仰』柏書房、1980年。NCID BN01708719。